# Druga urugvajska nogometna liga
Druga urugvajska nogometna liga ili Urugvajska Segunda División drugi je stupanj nogometnih natjecanja u Urugvaju. Ligu organizira i vodi Urugvajski nogometni savez, liga se ponekad skraćeno naziva Segunda División ili samo Primera B. Osnovana je 1942. godine, i od tada se redovito održava svake godine. Trenutačno se u njoj natječe 15 urugvajskih nogometnih klubova.
Najviše naslova prvaka, po njih sedam, imaju nogometni klubovi Centro Atlético Fénix i Sud América. Od 1994. godine, liga je podijeljena na dva natjecanja: Prvenstvo otvaranja (špa. Torneo Apertura) i prvenstvo zatvaranja (špa. Torneo Clausura), što odgovara jesenskom i proljetnom dijelu sezone u UEFA-inim nogometnim natjecanjima. 10 najboljih klubova ulazi u fazu doigravanja, iz koje pet ili šest najboljih nastavlja borbu za prvaka.

## Vanjske poveznice
- (šp.) elascenso.com - službene stranice Druge urugvajske nogometne lige